# سوءظن (مجموعه تلویزیونی)
سوءظن (انگلیسی: Suspicion) یک مجموعه تلویزیونی داستان معمایی و درام است که از سال ۱۹۵۷ تا ۱۹۵۸ از طریق شبکه ان‌بی‌سی پخش می‌شد. تهیه کننده اجرایی نیمی از قسمت های فیلمبرداری شده و همچین کارگردان یک قسمت از این مجموعه آلفرد هیچکاک بوده است.